# Langues aux États-Unis
Aux États-Unis, aucune loi n'a été adoptée par le Congrès américain pour déclarer une langue officielle au niveau fédéral. En mars 2025, l'anglais est déclaré l'unique langue officielle par un décret présidentiel de Donald Trump,. Toutefois, ce décret touche seulement l'exécutif du gouvernement fédéral et ses agences administratives. L'anglais est la langue officielle dans 32 États. De surcroît, l'État de Hawaï a choisi l'hawaïen comme deuxième langue officielle, l'Alaska et le Dakota du Sud ont officialisé leurs langues indigènes et plusieurs territoires américains ont adopté une deuxième langue officielle (l'espagnol à Porto Rico, le chamorro à Guam, le samoan aux Samoa américaines). Certaines paroisses (comtés) de la Louisiane sont « à facilités » pour les francophones, et il y a des communes et des comtés aux États-Unis « à facilités » pour les hispanophones ; néanmoins, aucun des cinquante États n'a adopté le français ou l'espagnol comme deuxième langue officielle.

## Histoire
Le président John Adams a fait la proposition, en 1780, que l'anglais devienne la langue officielle mais celle-ci n'a pas fait l'unanimité, les États-Unis disposant d'une importante minorité germanophone en Pennsylvanie. Plusieurs tentatives d'officialiser l'anglais ont été faites depuis sans qu'elles aboutissent. Un décret présidentiel signé par Donald Trump le 1er mars 2025 officialise l'anglais dans les agences de l'exécutif. Se sont éteintes 52 langues qui étaient utilisées jadis,.
| Langues    | Nombre de locuteurs | %       |
| ---------- | ------------------- | ------- |
| Anglais    | 245 478 064         | 78,37 % |
| Espagnol   | 41 254 941          | 13,17 % |
| Chinois    | 3 404 634           | 1,09 %  |
| Tagalog    | 1 715 436           | 0,55 %  |
| Vietnamien | 1 523 114           | 0,49 %  |
| Arabe      | 1 390 937           | 0,44 %  |
| Français   | 1 175 318           | 0,38 %  |
| Coréen     | 1 073 463           | 0,34 %  |
| Russe      | 1 044 892           | 0,33 %  |

| Langue     | 1980    | 1990    | 2000    | 2016    |
| ---------- | ------- | ------- | ------- | ------- |
| Anglais    | 89,03 % | 86,18 % | 82,11 % | 78,40 % |
| Espagnol   | 5,29 %  | 7,52 %  | 10,71 % | 13,35 % |
| Italien    | 0,77 %  | 0,57 %  | 0,38 %  | 0,19 %  |
| Allemand   | 0,75 %  | 0,67 %  | 0,53 %  | 0,30 %  |
| Français   | 0,74 %  | 0,74 %  | 0,61 %  | 0,40 %  |
| Chinois    | 0,30 %  | 0,54 %  | 0,74 %  | 1,11 %  |
| Tagalog    | 0,23 %  | 0,37 %  | 0,47 %  | 0,56 %  |
| Vietnamien | 2,89 %  | 0,22 %  | 0,38 %  | 0,50 %  |
| Arabe      | 2,89 %  | 0,15 %  | 0,23 %  | 0,41 %  |
| Autres     | 2,89 %  | 3,04 %  | 3,84 %  | 4,78 %  |

## Situation contemporaine
Environ 381 langues sont parlées par la population, dont 169 sont indigènes.
À l'occasion du recensement de 2000, le Bureau du recensement des États-Unis a imprimé le questionnaire standard en six langues : anglais, espagnol, coréen, chinois (en caractères traditionnels), vietnamien et tagalog[réf. nécessaire].
Le mouvement « anglais seulement » (English-only movement) a essayé d'établir l'anglais comme seule langue officielle dans toute la nation.
En 2016, sept langues comptent plus d'un million de locuteurs, 78,40 % de la population âgée de plus de 5 ans déclarant parler anglais à la maison, 13,35 % l'espagnol, 1,11 % une langue chinoise, 0,56 % le tagalog, 0,50 % le vietnamien, 0,41 % l'arabe et 0,40 % le français.
La proportion de personnes parlant l'anglais à la maison varie de 97,54 % en Virginie-Occidentale à 55,83 % en Californie.
| État                 | Anglais | Espagnol | Chinois | Tagalog | Vietnamien | Français | Coréen | Allemand | Russe | Arabe |
| -------------------- | ------- | -------- | ------- | ------- | ---------- | -------- | ------ | -------- | ----- | ----- |
| Alabama              | 95,05   | 3,16     | 0,16    | 0,06    | 0,13       | 0,18     | 0,14   | 0,22     | 0,03  | 0,09  |
| Alaska               | 83,92   | 3,49     | 0,17    | 2,39    | 0,11       | 0,28     | 0,48   | 0,52     | 0,61  | 0,09  |
| Arizona              | 72,90   | 20,80    | 0,39    | 0,33    | 0,30       | 0,26     | 0,17   | 0,39     | 0,14  | 0,24  |
| Arkansas             | 93,39   | 4,82     | 0,08    | 0,10    | 0,17       | 0,18     | 0,06   | 0,19     | 0,02  | 0,08  |
| Californie           | 57,02   | 28,46    | 2,80    | 2,20    | 1,43       | 0,36     | 1,08   | 0,34     | 0,42  | 0,38  |
| Caroline du Nord     | 89,66   | 6,93     | 0,27    | 0,13    | 0,24       | 0,32     | 0,16   | 0,27     | 0,11  | 0,17  |
| Caroline du Sud      | 93,39   | 4,23     | 0,17    | 0,15    | 0,14       | 0,31     | 0,08   | 0,29     | 0,09  | 0,12  |
| Colorado             | 83,24   | 11,92    | 0,45    | 0,15    | 0,41       | 0,36     | 0,34   | 0,62     | 0,29  | 0,17  |
| Connecticut          | 79,49   | 10,20    | 0,68    | 0,21    | 0,24       | 1,04     | 0,19   | 0,33     | 0,34  | 0,17  |
| Dakota du Nord       | 94,86   | 1,37     | 0,15    | 0,05    | 0,09       | 0,13     | 0,02   | 1,39     | 0,07  | 0,05  |
| Dakota du Sud        | 93,46   | 2,06     | 0,12    | 0,06    | 0,16       | 0,09     | 0,05   | 1,37     | 0,10  | 0,05  |
| Delaware             | 87,81   | 6,56     | 0,60    | 0,30    | 0,15       | 0,42     | 0,13   | 0,35     | 0,07  | 0,11  |
| District de Columbia | 85,47   | 7,42     | 0,60    | 0,17    | 0,14       | 1,38     | 0,21   | 0,44     | 0,17  | 0,22  |
| Floride              | 73,36   | 19,54    | 0,20    | 0,31    | 0,31       | 0,60     | 0,11   | 0,42     | 0,18  | 0,22  |
| Géorgie              | 87,35   | 7,42     | 0,38    | 0,13    | 0,44       | 0,42     | 0,51   | 0,29     | 0,15  | 0,13  |
| Hawaï                | 74,41   | 2,01     | 2,37    | 4,52    | 0,73       | 0,40     | 1,49   | 0,34     | 0,07  | 0,04  |
| Idaho                | 89,71   | 7,65     | 0,14    | 0,10    | 0,08       | 0,24     | 0,10   | 0,37     | 0,14  | 0,04  |
| Illinois             | 78,26   | 12,74    | 0,67    | 0,64    | 0,16       | 0,29     | 0,41   | 0,41     | 0,35  | 0,38  |
| Indiana              | 92,23   | 4,39     | 0,32    | 0,11    | 0,10       | 0,24     | 0,10   | 0,59     | 0,10  | 0,11  |
| Iowa                 | 93,19   | 3,76     | 0,23    | 0,07    | 0,30       | 0,19     | 0,10   | 0,48     | 0,06  | 0,12  |
| Kansas               | 89,48   | 7,01     | 0,32    | 0,13    | 0,40       | 0,20     | 0,13   | 0,53     | 0,07  | 0,11  |
| Kentucky             | 95,44   | 2,39     | 0,15    | 0,09    | 0,12       | 0,19     | 0,07   | 0,30     | 0,06  | 0,10  |
| Louisiane            | 91,26   | 3,30     | 0,18    | 0,08    | 0,59       | 7        | 0,05   | 0,14     | 0,04  | 0,15  |
| Maine                | 92,91   | 0,95     | 0,22    | 0,08    | 0,12       | 3,93     | 0,07   | 0,31     | 0,19  | 0,08  |
| Maryland             | 84,04   | 6,47     | 1,08    | 0,52    | 0,36       | 0,89     | 0,73   | 0,42     | 0,37  | 0,23  |
| Massachusetts        | 79,93   | 7,50     | 1,59    | 0,15    | 0,58       | 1,11     | 0,27   | 0,28     | 0,62  | 0,37  |
| Michigan             | 91,11   | 2,93     | 0,36    | 0,16    | 0,16       | 0,31     | 0,16   | 0,44     | 0,13  | 1,04  |
| Minnesota            | 89,74   | 3,74     | 0,26    | 0,08    | 0,41       | 0,31     | 0,11   | 0,52     | 0,30  | 0,17  |
| Mississippi          | 96,18   | 2,29     | 0,12    | 0,08    | 0,21       | 0,19     | 0,06   | 0,11     | 0,03  | 0,09  |
| Missouri             | 94,12   | 2,65     | 0,27    | 0,11    | 0,22       | 0,25     | 0,16   | 0,42     | 0,14  | 0,12  |
| Montana              | 95,35   | 1,35     | 0,08    | 0,08    | 0,05       | 0,29     | 0,07   | 1,00     | 0,10  | 0,09  |
| Nebraska             | 90,45   | 6,26     | 0,21    | 0,09    | 0,33       | 0,23     | 0,08   | 0,38     | 0,05  | 0,27  |
| Nevada               | 71,79   | 19,64    | 0,97    | 2,55    | 0,31       | 0,30     | 0,39   | 0,37     | 0,16  | 0,20  |
| New Hampshire        | 91,95   | 2,17     | 0,34    | 0,07    | 0,17       | 2,14     | 0,07   | 0,26     | 0,12  | 0,16  |
| New Jersey           | 71,31   | 14,59    | 1,23    | 0,96    | 0,23       | 0,44     | 0,89   | 0,37     | 0,56  | 0,62  |
| Nouveau-Mexique      | 63,96   | 28,45    | 0,23    | 0,10    | 0,20       | 0,22     | 0,07   | 0,40     | 0,05  | 0,08  |
| Pennsylvanie         | 90,15   | 4,09     | 0,47    | 0,12    | 0,29       | 0,34     | 0,25   | 0,47     | 0,29  | 0,20  |
| État de New York     | 70,72   | 14,44    | 2,61    | 0,42    | 0,13       | 0,75     | 0,63   | 0,39     | 1,20  | 0,42  |
| Ohio                 | 93,69   | 2,17     | 0,26    | 0,10    | 0,10       | 0,25     | 0,10   | 0,53     | 0,15  | 0,26  |
| Oklahoma             | 91,15   | 5,89     | 0,22    | 0,09    | 0,41       | 0,14     | 0,13   | 0,31     | 0,05  | 0,11  |
| Oregon               | 85,63   | 8,63     | 0,60    | 0,22    | 0,68       | 0,30     | 0,32   | 0,49     | 0,61  | 0,18  |
| Rhode Island         | 79,18   | 10,41    | 0,58    | 0,23    | 0,10       | 1,36     | 0,14   | 0,18     | 0,17  | 0,20  |
| Tennessee            | 93,78   | 3,66     | 0,20    | 0,09    | 0,14       | 0,22     | 0,14   | 0,24     | 0,07  | 0,21  |
| Texas                | 65,80   | 34,20    | 0,56    | 0,29    | 0,75       | 0,25     | 0,24   | 0,33     | 0,08  | 0,21  |
| Utah                 | 85,91   | 9,32     | 0,41    | 0,17    | 0,22       | 0,32     | 0,20   | 0,39     | 0,18  | 0,05  |
| Vermont              | 94,56   | 1,20     | 0,24    |         | 0,13       | 1,78     | 0,07   | 0,44     | 0,11  |       |
| Virginie             | 85,87   | 6,41     | 0,57    | 0,56    | 0,63       | 0,46     | 0,77   | 0,37     | 0,19  | 0,40  |
| Virginie-Occidentale | 97,67   | 1,07     | 0,09    | 0,06    | 0,04       | 0,17     | 0,04   | 0,14     | 0,02  | 0,10  |
| Washington           | 82,51   | 7,79     | 1,04    | 0,84    | 0,94       | 0,33     | 0,83   | 0,55     | 0,80  | 0,15  |
| Wisconsin            | 91,71   | 4,35     | 0,21    | 0,08    | 0,05       | 0,24     | 0,10   | 0,70     | 0,13  | 0,10  |
| Wyoming              | 93,39   | 4,47     | 0,08    | 0,09    |            | 0,28     | 0,03   | 0,35     | 0,10  |       |
| État                 | Anglais | Espagnol | Chinois | Tagalog | Vietnamien | Français | Coréen | Allemand | Russe | Arabe |

### Anglais

Répartition des anglophones selon le recensement de 2000.

L'anglais est hérité de la colonisation britannique et est parlé par la majorité de la population. L'anglais américain diffère de l'anglais britannique en termes d'orthographe, grammaire, prononciation et argot.
Selon l'American Community Survey, en 2016, 4,5 % des résidents déclarent avoir une connaissance limitée de l'anglais, par rapport à 3,6 % en 1890[réf. nécessaire].
Certains États, comme la Californie, ont amendé leur constitution pour faire de l'anglais l'unique langue officielle. En pratique, c'est appliqué de sorte que les documents gouvernementaux officiels sont « au moins » en anglais, mais pas exclusivement. Par exemple, le permis de conduire standard de classe C est disponible dans trente-deux langues.
De 1923 à 1969, l'État de l'Illinois reconnaissait sa langue officielle comme étant l'« américain » (American),,, avant de changer l'appellation pour « anglais »,,.
Le 28 février 2025, le « Wall Street Journal » rapporte que le président Donald Trump signe un décret exécutif faisant de l'anglais la langue officielle des États-Unis.

### Espagnol

Répartition des hispanophones selon le recensement de 2000

L'espagnol est la langue romane la plus utilisée et la deuxième langue la plus utilisée. Selon l'American Community Survey (en), en 2016, elle est parlée à la maison par plus de 40 millions de personnes, soit 13,35 % de la population. Si de nombreux immigrés hispanophones récents ne parlent pas couramment l'anglais, presque toute la deuxième génération parle très bien cette langue. En plus, seulement la moitié de la jeune génération parle toujours l'espagnol.
Le terme « Spanglish » désigne un mélange linguistique entre l'anglais et l'espagnol. Ce terme se dit également ingleñol, plus souvent à Porto Rico.
À l'origine il désignait un phénomène de diglossie, de calque et d'alternance codique marquant l'acculturation et l'intégration progressive des immigrés hispanophones d'Amérique latine aux États-Unis.
Avant 1846, l'espagnol est la langue coloniale de la Californie et du sud-ouest des États-Unis, alors provinces du Mexique, entre 1819 et 1846.

### Langues chinoises
Les langues chinoises, en majorité le cantonais et le mandarin, forment la troisième langue la plus parlée aux États-Unis, presque exclusivement par les Sino-Américains, soit immigrants ou descendants d'immigrants et particulièrement en Californie et dans l'État de New York. De plus, nombre d'Américains d'origine non chinoise s'intéressent au mandarin standard, la langue officielle de la Chine, étant donné l'ouverture de ce pays, et de Taïwan. Plus de 3,3 millions d'Américains, soit 1,11 % de la population, parlent une variété de chinois en 2016.

### Tagalog
Le tagalog est, avec l'anglais, la langue officielle des Philippines. L'archipel, possession coloniale des États-Unis dès 1898, devient autonome à partir de 1937 et gagne son indépendance en 1946. Néanmoins, une forte immigration vers les États-Unis perdure. Selon l'American Community Survey, en 2016, le tagalog possède 1,7 million de locuteurs aux États-Unis, ce qui en fait la quatrième langue la plus parlée.

### Vietnamien
Selon l'American Community Survey, en 2016, le vietnamien a 1,5 million de locuteurs dans le pays.

### Français

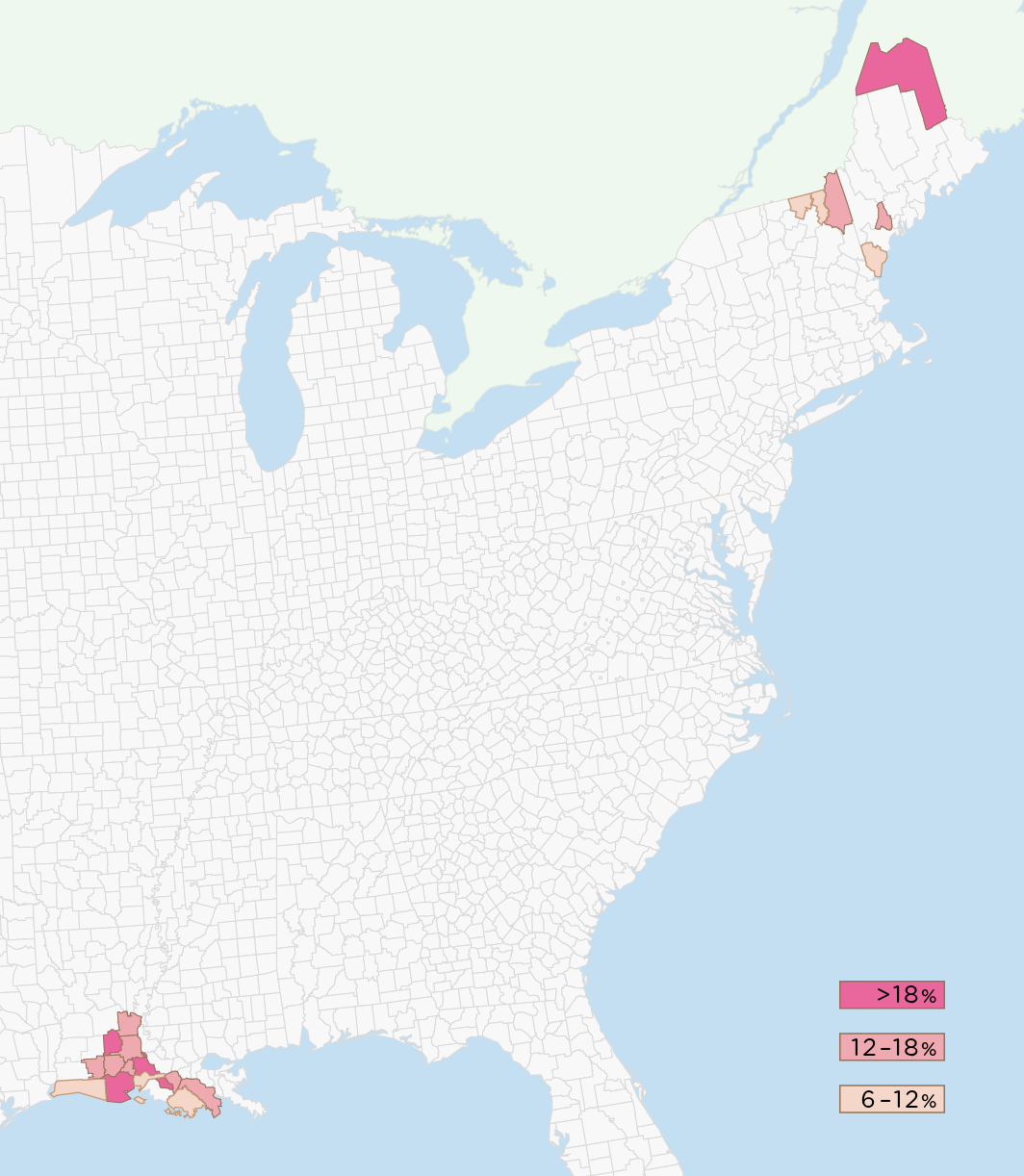
Les comtés où moins de 6 % de la population parle français sont blancs ; de 6 à 12 %, en jaune ; de 12 à 18 % en brun ; plus de 18 %, en rouge. Le français cadien et les langues créoles basées sur le français sont exclues de ces données.

Le français (y compris le cadien) est la septième langue la plus parlée aux États-Unis (après l'anglais, l'espagnol, le chinois, le tagalog, le vietnamien et l'arabe) ainsi que la seconde langue romane la plus parlée après l'espagnol, selon l'American Community Survey de 2020, avec 1,2 million de locuteurs.
Jusqu'à 11 millions d'Américains seraient locuteurs du français en langue seconde. Le français est la deuxième langue étrangère la plus apprise après l'espagnol, mais quatre fois moins apprise que celle-ci. Le français était la langue la plus apprise jusqu'en 1968, l'année suivante l'espagnol l'a définitivement détrônée. Les francophones sont surtout concentrés dans le sud de la Louisiane et le nord de la Nouvelle-Angleterre, près du Canada. En 2010, c'est la deuxième langue la plus parlée, après l'anglais, dans deux États (voir tableau ci-dessus) : 
- le Maine : 3,93 % de la population parle le français à la maison
- le Vermont : 1,78 % de la population.

Le français est la troisième langue, après l'anglais et l'espagnol, dans quatre autres États :
- la Louisiane: 7 % de la population parle le français à la maison ;
- le Connecticut: 1,04 % de la population ;
- le New Hampshire : 2,14 % de la population ;
- le Rhode Island : 1,36 % de la population.

L'État de New York compte plus de 200 000 francophones (Haïtiens, Canadiens, Européens, Africains et Maghrébins francophones) dans un État de 19 millions. En 1975, on compte par ailleurs 100 000 francophones au Texas, 100 000 également en Floride et plus de 200 000 en Californie.

### Autres
Le plus grand groupe ethnique des États-Unis est celui des Germano-Américains, et 1,1 million d'Américains parlent l'allemand à la maison. L'italien, le polonais et le grec sont toujours utilisés par les populations immigrantes du début du XXe siècle, mais moins par leurs descendants. Depuis les années 1970 et le milieu des années 1990, une immigration importante de l'Union soviétique et, plus tard, de ses anciennes républiques dont la Russie, l'Ukraine, le Biélorussie et l'Ouzbékistan, a fait du russe une langue minoritaire à New York et dans plusieurs autres grandes villes du Nord-Est et du Midwest.
Des populations plus petites d'Amérindiens parlent leur langue d'origine, mais ces populations sont en déclin et ces langues sont peu parlées à l'extérieur des réserves indiennes. L'hawaïen est aussi utilisé au niveau de l'État d'Hawaï, de même que l'anglais. L'Alaska a officiellement reconnu toutes ses 20 langues amérindiennes, en plus de l'anglais.

## États fédérés et territoires bilingues
Certains États fédérés et territoires sont officiellement bilingues ou bien deux langues sont utilisées de facto. C'est le cas des États/territoires ci-dessous. Néanmoins, l'anglais reste la langue du quotidien et de l'enseignement dans les cinquante États fédérés et dans tous les territoires sauf Porto Rico.
- Hawaï (anglais et hawaïen officiels),
- Alaska (anglais et toutes les langues amérindiennes parlées sur son territoire officiels)
- Dakota du Sud (anglais et les deux langues amérindiennes siouanes parlées sur son territoire officiels)
- Porto Rico (espagnol et anglais officiels). L'espagnol est la langue maternelle de 95 % de la population.
- Guam (chamorro, un créole de l'espagnol, et anglais officiels),
- Samoa américaines (samoan et anglais officiels),
- Îles Mariannes du Nord (anglais, chamorro et carolinien officiels).

## Enseignement
| Rang | Langue                       | Effectifs 2021 |
| ---- | ---------------------------- | -------------- |
| 1    | espagnol                     | 584 453        |
| 2    | français                     | 135 088        |
| 3    | langue des signes américaine | 107 899        |
| 4    | japonais                     | 65 661         |
| 5    | allemand                     | 53 543         |
| 6    | chinois                      | 46 492         |
| 7    | italien                      | 45 182         |
| 8    | arabe                        | 22 918         |
| 9    | latin                        | 19 472         |
| 10   | coréen                       | 19 270         |
| 11   | russe                        | 17 598         |

## Médias non anglophones

### Langues non indigènes

TV5 Monde possède une antenne aux États-Unis.

L'espagnol est représenté par quatre types de médias :
- les journaux locaux d’information destinés aux immigrés (El Norte dans le Texas).
- les journaux locaux d’animation culturelle et politique, en espagnol ou bilingue (Siempre à New-York).
- les journaux quotidiens en espagnol (La Opinión de Los Angeles).

La langue française est représentée par plusieurs médias francophones : 
- la chaîne internationale francophone TV5 États-Unis.
- les mensuels France-Amérique (en) et Le Courrier de Floride.
- une chaîne de télévision américaine de langue française, Bonjour America TV diffusée sur l'ensemble du territoire américain.

Le tagalog est représenté par plusieurs types de publications.
- les journaux locaux et autres imprimés bilingues.
- des médias imprimés ou des nouvelles exclusivement en tagalog (aussi disponible sur le net) (Abante ou The Philippine Star par exemple).
- des antennes permanentes de télévision ou de radio centrées sur la culture des Philippines qui combinent le tagalog ec l'anglais (The Filipino Channel par exemple)[29].

### Sources et bibliographie
- (en) Barbara F. Grimes (dir.), Ethnologue : Languages of the world, Dallas, TX, SIL International, 2000, 14e éd. (ISBN 1-55671-106-9, lire en ligne).